# Colonna d'acqua oscillante
L'impianto a colonna d'acqua oscillante, in inglese Oscillating Water Column (OWC), è utilizzato per la produzione di energia elettrica dalle correnti di marea, e rappresenta al momento il metodo più economico e diffuso per la conversione del moto ondoso.

## Impianto

Turbina Wells

Gli impianti vengono dislocati direttamente sul mare sfruttando insenature naturali o scavando conche artificiali sulla costa. Si tratta di una struttura cava, costruita in acciaio o calcestruzzo, senza base e parzialmente immersa nell'acqua marina. Nella parte superiore si trova una turbina Wells, usata per convertire l'alimentazione pneumatica disponibile.
Il movimento ondoso fa in modo che all'interno della struttura si crei un movimento d'aria: quando l'onda sale l'aria si comprime verso l'alto e fa girare la turbina in senso antiorario e poi esce attraverso due ugelli. Appena l'onda scende l'aria occupa il posto dell'acqua facendo così girare la turbina nel senso opposto. Questo movimento in senso orario e antiorario della turbina farebbe perdere molta energia, perché ad ogni onda, si vedrebbe accelerare, decelerare e invertire il senso di marcia; per evitare questo inconveniente si utilizzano le turbine Wells, create appositamente  per convertire in un unico senso di rotazione, il passare dell'aria verso l'alto o verso il basso.
Quando l'onda si abbassa, l'aria fluisce attraverso la turbina e torna indietro nella conca idraulica attraverso porte (chiuse artificiali).
Gli impianti vengono costruiti vicino alla riva, e fra le principali problematiche si segnalano un forte impatto visivo e un'elevata rumorosità.

## Diffusione
Il primo impianto OWC è stato inaugurato dalla ditta scozzese Wavegen nel novembre 2000 sull'isola di Islay in Scozia e produce circa 500 kW. Fra gli altri impianti di questo tipo già operativi si possono citare: PICO nelle Azzorre da 400 kW, Trivandrum in India da 150 kW, Sakata in Giappone da 60 kW.. In Italia si stanno costruendo impianti basati su questo principio nel porto di Civitavecchia, in quello di Genova, e sono previsti altri impianti in altri porti dove l'impatto estetico dei cassoni di cemento armato necessari al funzionamento delle turbine viene mitigato utilizzando gli stessi cassoni come frangiflutti delle varie dighe foranee dei porti.